# ボブ・フィーリック
ロバート・ジョセフ・フィーリック (Robert Joseph Feerick, 1920年1月2日 - 1976年6月8日) は、アメリカ合衆国の元プロバスケットボール選手、指導者。身長190cm、体重86kg。ポジションはフォワード及びガード。

## 経歴
サンタクララ大学を卒業したフィーリックはNBLで1年間プレーした後、1946年に創設されたBAAのワシントン・キャピトルズに入団した。キャピトルズではエースを務め、1年目はリーグ2位の平均16.8得点でオールBAA1stチームに選ばれた。この年を含め3年連続でオールBAAチームに選出された他、フィールドゴール成功率1位と2度のフリースロー成功率1位も獲得するなど、リーグを代表する選手として活躍した。
当時キャピトルズは後に殿堂入りするレッド・アワーバックがヘッドコーチを務めており、1年目にはリーグ首位の勝率をあげ、3年目の1948-49シーズンにはファイナルに進出した（ミネアポリス・レイカーズに2勝4敗で敗退）。1949年にアワーバックがチームを離れると、フィーリックは選手兼任でヘッドコーチに就任し、1シーズンの指揮で32勝36敗の戦績を残した。シーズン終了後、フィーリックは選手として現役を引退し、ヘッドコーチ職も退いた。BAA及びNBAでの成績は221試合の出場で通算2,936得点440アシスト（平均13.3得点2.0アシスト）であった。
NBAを離れた後、フィーリックは母校サンタクララ大学にヘッドコーチとして招聘され、1950年から1962年まで務めた。彼の在任中、チームはNCAAトーナメントに4度進出し、1952年にはファイナル4まで勝ち上がった。カレッジでのコーチ戦績は12シーズンで186勝120敗（勝率.608）であった。
フィーリックは1962年に故郷に本拠を置くサンフランシスコ・ウォリアーズのヘッドコーチとなり、ウィルト・チェンバレンらを指導した。フィーリックがチームを率いた1962-63シーズンは31勝49敗の成績に終り、プレーオフも逃した。シーズン終了後にフィーリックはヘッドコーチを退任した。キャピトルズ時代と合せたNBAでのコーチ戦績は、2シーズンで63勝85敗（勝率.426）であった。その後は1974年までウォリアーズのゼネラルマネージャーを務めた。この期間にチームは2度ファイナルに進出したがいずれも敗退した。
フィーリックは1976年にサンフランシスコにて56歳で死去した。

## 個人成績
| *    | リーグ1位    |
| 太字 | キャリアハイ |

### レギュラーシーズン
| Season  | Team   | GP  | FG%   | FT%   | APG | PPG  |
| ------- | ------ | --- | ----- | ----- | --- | ---- |
| 1946-47 | WSC    | 55  | .401* | .762  | 1.3 | 16.8 |
| 1947-48 | WSC    | 48  | .340  | .788* | 1.2 | 16.1 |
| 1948-49 | WSC    | 58  | .350  | .859* | 3.2 | 13.0 |
| 1949-50 | WSC    | 60  | .344  | .799  | 2.1 | 8.1  |
| Career  | Career | 221 | .362  | .805  | 2.0 | 13.3 |

### プレーオフ
| Year   | Team   | GP | FG%  | FT%   | APG | PPG  |
| ------ | ------ | -- | ---- | ----- | --- | ---- |
| 1947   | WSC    | 6  | .318 | .741  | 1.0 | 15.0 |
| 1948   | WSC    | 1  | .000 | 1.000 | 1.0 | 2.0  |
| 1949   | WSC    | 2  | .250 | .750  | 3.0 | 4.5  |
| Career | Career | 9  | .311 | .758  | 1.4 | 11.2 |

## コーチ戦績

### NBA
| Team   | Season  | Regular season | Regular season | Regular season | Regular season | Playoffs | Playoffs | Playoffs | Playoffs | Playoffs               |
| Team   | Season  | G              | W              | L              | W-L%           | G        | W        | L        | W-L%     | Results                |
| ------ | ------- | -------------- | -------------- | -------------- | -------------- | -------- | -------- | -------- | -------- | ---------------------- |
| WSC    | 1949–50 | 68             | 32             | 36             | .471           | 2        | 0        | 2        | .000     | ディビジョン準決勝敗退 |
| SFW    | 1962–63 | 80             | 31             | 49             | .388           | -        | -        | -        | -        | -                      |
| Career | Career  | 148            | 63             | 85             | .426           | 2        | 0        | 2        | .000     |                        |